# Monokline Anisotropie

Bravais-Gitter eines monoklin anisotropen Kristalls (a≠b≠c, β≠90°)

Die monokline Anisotropie (von altgriechisch μόνος mónos „allein“, „einzig“ und κλίνειν klinein „neigen“, „beugen“), gehörend zum gleichnamigen Kristallsystem, ist eine spezielle Art der Richtungsabhängigkeit eines Werkstoffs / Materials. 
Monokline Materialien wie im Bild haben die folgenden Eigenschaften:
1. Das Kraft-Verformungs-Verhalten ändert sich nicht, wenn das Material um 180 Grad auf der Grundebene gedreht wird, die die Seiten a und b enthält.
2. Bei reinem Zug in der Grundebene (in a- oder b-Richtung) kommt es zu Schubverzerrungen in der Grundebene.
3. Scherungen senkrecht zur Grundebene (ac oder bc enthaltend) sind gekoppelt.

Ein monoklin anisotropes linear elastisches Material besitzt maximal 13 Materialparameter.
Ein Material ist isotrop, wenn es richtungsunabhängig dasselbe Kraft-Verformungs-Verhalten hat. Bei anisotropen Materialien ist das Kraft-Verformungs-Verhalten von der Belastungsrichtung abhängig. Die monokline Anisotropie ist ein Spezialfall der triklinen Anisotropie und enthält ihrerseits die Tetragonale Anisotropie und Orthotropie als Sonderfall (β=90°, siehe Bild).:381 f.
Feldspate gelten als die wichtigsten gesteinsbildenden Minerale der Erdkruste und kristallieren monoklin oder triklin. Einige als Elektrodenmaterial für Lithium-Ionen-Akkumulatoren geeignete Materialien, Zirkoniumdioxid (m-ZrO2) und Gips, sind technisch bedeutsame monoklin anisotrope Werkstoffe. Kristalle des monoklinen Kristallsystems, mit einer Elementarzelle wie im Bild, sind monoklin anisotrop.

## Symmetriegruppe
Die Richtungsabhängigkeit eines Materials zeichnet sich dadurch aus, dass das Kraft-Verformungs-Verhalten unabhängig (invariant) ist gegenüber nur bestimmten Drehungen des Materials. Diese Drehungen bilden zusammen mit der Punktspiegelung die Symmetriegruppe des Materials.:381
Das monokline Material besitzt eine Symmetrieebene, in der 180-Grad-Drehungen keinen Einfluss auf das Materialverhalten haben. Diese Ebene wird üblicherweise durch die ersten beiden Basisvektoren ê1,2 eines Orthonormalsystems aufgespannt; die 3-Richtung ê3, um die mit 180° gedreht wird, ist dazu senkrecht. Die Vektoren ê1,2,3 werden im Folgenden Strukturvektoren genannt, weil sie die Struktur des Materials beschreiben.
Die Invarianz gegenüber der Drehung um die 3-Achse veranschaulichen zwei Experimente an einem Teilchen: Im ersten Experiment bringt man am Teilchen eine bestimmte Kraft auf und misst die resultierende Verformung. Im zweiten Experiment dreht man das Material um 180 Grad um die 3-Achse. Dann bringt man dieselbe Kraft auf wie im ersten Experiment und misst erneut die Verformung. Bei monoklinem Material wird man im zweiten Experiment dieselbe Verformung messen wie im ersten. Und zwar auch bei nicht-linear elastischem Materialverhalten.
Die Abhängigkeit von den Transformationen des Materials erkennt man, wenn man im zweiten Experiment um einen anderen Winkel als 180 Grad oder um eine andere als die 3-Richtung dreht. Wenn nicht einer der #Spezialfälle der monoklinen Anisotropie vorliegt, wird man nun immer eine andere Verformung messen als im ersten Experiment.
Die angesprochenen Transformationen werden in der Kontinuumsmechanik durch orthogonale Tensoren Q repräsentiert. Eine Symmetriegruppe gR besteht aus denjenigen Transformationen, die die Formänderungsenergie w  invariant lassen. Mathematisch wird das mit dem Verzerrungstensor E durch
{\displaystyle \mathbf {Q} \in g_{R}\quad \leftrightarrow \quad w(\mathbf {Q\cdot E\cdot Q} ^{\top })=w(\mathbf {E} )} für alle E
ausgedrückt.:379 Darin bedeutet „·“ das Matrizenprodukt und das hochgestellte „⊤“ eine Transponierung. Mit Q gehört auch -Q zur Symmetriegruppe, was durch Hinzufügen des negativen Einheitstensors -1, der eine Punktspiegelung repräsentiert, zu gR berücksichtigt wird. Die Symmetriegruppe des monoklinen Materials ist:382
{\displaystyle g_{R}=\left\{-\mathbf {1} ,\mathbf {Q} _{3}^{\pi }\right\}} mit Gruppenordnung=4
Darin steht {\displaystyle \mathbf {Q} _{3}^{\alpha }} für den orthogonalen Tensor, der mit dem Winkel α in Radiant um die 3-Achse dreht.

## Invarianten
In der isotropen Hyperelastizität hängt die Formänderungsenergie von den Hauptinvarianten I1,2,3 des Verzerrungstensors E ab:
w(E)=w(I1, I2, I3)
Die analoge Darstellung der Anisotropie erfordert, dass ein komplettes System von skalarwertigen Funktionen bekannt ist, die unter allen Transformationen in der Symmetriegruppe gR invariant sind.:380 In der monoklinen Anisotropie sind die folgenden Terme Invarianten::381
E11, E22, E33, E12, E132, E232, E13E23.
Darin ist Eij := êi·E·êj für i,j=1,2,3 und ê1,2,3 sind die #Strukturvektoren.

### Spezialfälle der monoklinen Anisotropie
Die monokline Anisotropie enthält die Hexagonale Anisotropie mit sechszähliger Symmetrie, Tetragonale Anisotropie und die Orthotropie als Spezialfälle.
Die Orthotropie enthält die Kubische Anisotropie, die Transversale Isotropie und Isotropie als Spezialfälle.
Nur die trikline und die Hexagonale Anisotropie mit dreizähliger Symmetrie weisen Formen der Anisotropie auf, die nicht in der monoklinen enthalten sind.

## Monoklin anisotrope lineare Elastizität
Gegeben sind zwei Tensoren zweiter Stufe {\displaystyle {\boldsymbol {\sigma }}} und {\displaystyle {\boldsymbol {\varepsilon }}} mit 3×3-Koeffizienten {\displaystyle \sigma _{ij}} bzw. {\displaystyle \varepsilon _{ij}}. Der allgemeinste lineare Zusammenhang, den es zwischen diesen Koeffizienten gibt, ist:
{\displaystyle f_{C}:\varepsilon _{kl}\rightarrow \sigma _{ij}=\sum _{k,l=1}^{3}C_{ijkl}\varepsilon _{kl}}.
Darin sind {\displaystyle C_{ijkl}} 81 Koeffizienten mit denen die neun Komponenten {\displaystyle \varepsilon _{ij}} auf neun Komponenten {\displaystyle \sigma _{ij}} abgebildet werden. In der linearen Elastizitätstheorie, in der der symmetrische Spannungstensor {\displaystyle {\boldsymbol {\sigma }}} eine lineare Funktion des ebenfalls symmetrischen Verzerrungstensors {\displaystyle {\boldsymbol {\varepsilon }}} ist, reduziert sich die Anzahl der unabhängigen Tensor-Komponenten auf sechs, so dass nur 36 Koeffizienten unabhängig sind (wegen  {\displaystyle C_{ijkl}=C_{jikl}=C_{ijlk}}). Die Hyperelastizität bewirkt die zusätzliche Symmetrie {\displaystyle C_{ijkl}=C_{klij}}, sodass nur maximal 21 Koeffizienten ausreichen, um das Material zu beschreiben.
Der Zusammenhang zwischen Spannungen und Verzerrungen kann in Voigt’scher Notation auch als Matrizengleichung geschrieben werden. In einem monoklin anisotropen linear elastischen Material existiert eine Orthonormalbasis, die #Strukturvektoren ê1,2,3, in der die Spannungs-Dehnungs-Beziehung die Form:390:637

{\displaystyle {\begin{bmatrix}\sigma _{1}\\\sigma _{2}\\\sigma _{3}\\\sigma _{4}\\\sigma _{5}\\\sigma _{6}\\\end{bmatrix}}={\begin{bmatrix}C_{11}&C_{12}&C_{13}&0&0&C_{16}\\C_{12}&C_{22}&C_{23}&0&0&C_{26}\\C_{13}&C_{23}&C_{33}&0&0&C_{36}\\0&0&0&C_{44}&C_{45}&0\\0&0&0&C_{45}&C_{55}&0\\C_{16}&C_{26}&C_{36}&0&0&C_{66}\end{bmatrix}}{\begin{bmatrix}\varepsilon _{1}\\\varepsilon _{2}\\\varepsilon _{3}\\2\varepsilon _{4}\\2\varepsilon _{5}\\2\varepsilon _{6}\\\end{bmatrix}}}.
annimmt. Hier wurde mittels der Zuordnung 11→1, 22→2, 33→3, 23→4, 13→5 und 12→6 die Anzahl der Indizes halbiert. Die Steifigkeitsmatrix C mit den 13 unabhängigen Komponenten Cij repräsentiert den Elastizitätstensor des Materials.
Da die Inverse der Steifigkeitsmatrix, die sogenannte Nachgiebigkeitsmatrix, an denselben Stellen besetzt ist wie die Steifigkeitsmatrix, ist ersichtlich, dass reiner Zug in 3-Richtung mit σ3 ≠ 0, σi = 0 sonst, wie bei isotropen Materialien auch, Normaldehnungen in den anderen Raumrichtungen hervorruft. Zusätzlich bewirkt hier der reine Zug in 3-Richtung eine Schubverzerrung in der 12-Ebene, was die monokline Anisotropie von der Orthotropie und ihren Spezialfällen unterscheidet. Ein weiterer Unterschied ist, dass eine Schubspannung in der 23-Ebene neben Schubverzerrungen in derselben Ebene auch solche in der 13-Ebene bewirken.
Wenn die vierte und sechste Zeile und Spalte vertauscht werden,:390 kann die Steifigkeitsmatrix in eine 4×4- und eine 2×2-Untermatrix aufgeteilt werden, was bei der Berechnung der Determinante, der Nachgiebigkeitsmatrix und der Eigenwerte:637 hilfreich ist.

### Materialparameter
Die Koeffizienten Cij der Steifigkeitsmatrix haben die Dimension von Kraft pro Fläche und sind Parameter des Materials. Die Materialparameter können nicht beliebig gewählt werden, sondern müssen gewissen Stabilitätskriterien genügen. Diese folgen aus der Forderung, dass die Steifigkeits- und Nachgiebigkeitsmatrizen positiv definit sein müssen, was der Fall ist, wenn sämtliche ihrer sechs Eigenwerte positiv sind. Notwendig dafür ist:
- Alle Diagonalelemente der Steifigkeits- und Nachgiebigkeitsmatrix müssen positiv sein (damit sich das Material in Zugrichtung streckt, wenn man daran zieht, und nicht staucht) und
- die Determinante der Steifigkeits- und Nachgiebigkeitsmatrix muss positiv sein (damit es unter Druck komprimiert und nicht expandiert).

Werden an einem realen Werkstoff Materialparameter identifiziert, die diesen Stabilitätskriterien widersprechen, ist Vorsicht geboten. Die notwendigen und hinreichenden Stabilitätskriterien lauten, ausgedrückt mit den Koeffizienten Sij der Nachgiebigkeitsmatrix::644
| S122 < S11S22 | S132 < S11S33 | S232 < S22S33 |
| S162 < S11S66 | S262 < S22S66 | S362 < S33S66 |
| S452 < S44S55 |               |               |
| S11(S22S33-S232)-S12(S12S33-S13S23)+S13(S12S23-S22S13)>0 |               |               |
| S11(S22S66-S262)-S12(S12S66-S16S26)+S16(S12S26-S16S22)>0 |               |               |
| S11(S33S66-S362)-S13(S13S66-S16S36)+S16(S13S36-S16S33)>0 |               |               |
| S22(S33S66-S362)-S23(S23S66-S26S36)+S26(S23S36-S26S33)>0 |               |               |
| S16S26(S33S12-S13S23)+S26S36(S11S23-S12S13)+S16S36(S22S13-S12S23) ...+½S66(S11S22S33+2S12S13S23-S11S232-S22S132-S33S122) ...+½S16(S232-S22S33)+½S26(S132-S33S11)+½S36(S122-S11S22)>0 |               |               |

### Hydrostatischer Spannungszustand und Kompressibilität
Der hydrostatische Spannungszustand stellt sich in einem allseitigem Druck ausgesetzten Körper ein. Wegen des auf der Erdoberfläche allgegenwärtigen Luftdrucks, ist dieser Zustand dort überall präsent. Wenn ein Körper aus kompressiblem isotropem Material zusammengedrückt wird, dann schrumpft er in allen Raumrichtungen gleichermaßen. Ein kompressibles monoklin anisotropes Material schrumpft in jeder Raumrichtung unterschiedlich und wird dabei geschert.
Das ist am einfachsten mit der Nachgiebigkeitsmatrix S nachzuweisen, die an denselben Stellen von null verschiedene Einträge Sij aufweist wie die Steifigkeitsmatrix:
{\displaystyle {\begin{bmatrix}\varepsilon _{1}\\\varepsilon _{2}\\\varepsilon _{3}\\2\varepsilon _{4}\\2\varepsilon _{5}\\2\varepsilon _{6}\\\end{bmatrix}}={\begin{bmatrix}S_{11}&S_{12}&S_{13}&0&0&S_{16}\\S_{12}&S_{22}&S_{23}&0&0&S_{26}\\S_{13}&S_{23}&S_{33}&0&0&S_{36}\\0&0&0&S_{44}&S_{45}&0\\0&0&0&S_{45}&S_{55}&0\\S_{16}&S_{26}&S_{36}&0&0&S_{66}\end{bmatrix}}{\begin{bmatrix}-p\\-p\\-p\\0\\0\\0\end{bmatrix}}=-p{\begin{bmatrix}S_{11}+S_{12}+S_{13}\\S_{12}+S_{22}+S_{23}\\S_{13}+S_{23}+S_{33}\\0\\0\\S_{16}+S_{26}+S_{36}\end{bmatrix}}}
Darin ist p der Druck. Beim monoklin anisotropen linear elastischen Werkstoff kommt es bei allseitigem Druck zur Scherung
{\displaystyle \gamma _{12}:=2\varepsilon _{6}=-p(S_{16}+S_{26}+S_{36})}
dem letzten Eintrag im rechten Vektor, eine Eigenschaft die nur noch die Trikline Anisotropie aufweist.
Die Kompression wird von den oberen drei Einträgen im rechten Vektor repräsentiert und wenn die Summe gemäß
{\displaystyle S_{11}+S_{22}+S_{33}+2(S_{23}+S_{13}+S_{12})=0}
verschwindet, dann ist das Material in erster Näherung inkompressibel, siehe Deviator. Ist die Summe nicht null, dann ergibt sich der Kompressionsmodul K aus dem Kehrwert:
{\displaystyle {\begin{aligned}&\varepsilon _{1}+\varepsilon _{2}+\varepsilon _{3}=\varepsilon _{v}={\frac {\mathrm {v} -V}{V}}=-p\cdot [S_{11}+S_{22}+S_{33}+2(S_{23}+S_{13}+S_{12})]\\&\rightarrow K:=-{\frac {\mathrm {d} p}{\frac {\mathrm {d} \mathrm {v} }{V}}}={\frac {1}{S_{11}+S_{22}+S_{33}+2(S_{23}+S_{13}+S_{12})}}\end{aligned}}}
Darin ist V das Volumen bei p=0 und v dasjenige beim aktuellen Druck.

### Herleitung
In der Hyperelastizität ergeben sich die Spannungen aus der Ableitung der Formänderungsenergie nach den Dehnungen. Damit die Spannungen linear in den Dehnungen sind, muss demnach die Formänderungsenergie quadratisch in den Dehnungen sein, denn nur dann ist ihre Ableitung linear. Unter Verwendung der #Invarianten ergibt sich der Ansatz
{\displaystyle {\begin{aligned}w({\boldsymbol {\varepsilon }}):=&{\frac {a}{2}}\varepsilon _{11}^{2}+{\frac {b}{2}}\varepsilon _{22}^{2}+{\frac {c}{2}}\varepsilon _{33}^{2}+d\varepsilon _{11}\varepsilon _{22}+e\varepsilon _{11}\varepsilon _{33}+f\varepsilon _{22}\varepsilon _{33}\\&+2g\varepsilon _{11}\varepsilon _{12}+2h\varepsilon _{22}\varepsilon _{12}+2q\varepsilon _{33}\varepsilon _{12}+2r\varepsilon _{23}^{2}+2s\varepsilon _{13}^{2}+2t\varepsilon _{12}^{2}\\&+4u\varepsilon _{13}\varepsilon _{23}\end{aligned}}}
mit 13 Parametern a bis u. Nicht-linear hyperelastisches Verhalten kann modelliert werden, indem die Parameter a bis u durch Funktionen der Invarianten ersetzt werden, siehe Hyperelastizität#Orthotrope Hyperelastizität.:380
Um die Formänderungsenergie nach ε ableiten zu können, müssen die Komponenten εij als Funktion des Tensors ε ausgedrückt werden. Dies gelingt mit der Darstellung des Frobenius-Skalarprodukts ":" als Spur:
{\displaystyle \mathbf {A} :\mathbf {B} :=\mathrm {Spur} (\mathbf {A^{\top }\cdot B} )}
Darin bedeutet "·" das Matrizenprodukt und das hochgestellte ⊤ eine Transponierung. Mit der Abkürzung {\displaystyle \mathbf {K} _{ij}={\tfrac {1}{2}}({\hat {e}}_{i}\otimes {\hat {e}}_{j}+{\hat {e}}_{j}\otimes {\hat {e}}_{i})} für die symmetrisierten dyadischen Produkte ⊗ der #Strukturvektoren ist dann
{\displaystyle \mathbf {K} _{ij}:{\boldsymbol {\varepsilon }}={\frac {1}{2}}(\varepsilon _{ij}+\varepsilon _{ji})=\varepsilon _{ij}\quad \rightarrow \quad {\frac {\mathrm {d} \varepsilon _{ij}}{\mathrm {d} {\boldsymbol {\varepsilon }}}}=\mathbf {K} _{ij}}
Aus dem Ansatz der Formänderungsenergie berechnen sich die Spannungen zu
{\displaystyle {\begin{aligned}{\boldsymbol {\sigma }}={\frac {\mathrm {d} w}{\mathrm {d} {\boldsymbol {\varepsilon }}}}=&a\varepsilon _{11}\mathbf {K} _{11}+b\varepsilon _{22}\mathbf {K} _{22}+c\varepsilon _{33}\mathbf {K} _{33}\\&+d(\varepsilon _{11}\mathbf {K} _{22}+\varepsilon _{22}\mathbf {K} _{11})+e(\varepsilon _{11}\mathbf {K} _{33}+\varepsilon _{33}\mathbf {K} _{11})+f(\varepsilon _{22}\mathbf {K} _{33}+\varepsilon _{33}\mathbf {K} _{22})\\&+2g(\varepsilon _{12}\mathbf {K} _{11}+\varepsilon _{11}\mathbf {K} _{12})+2h(\varepsilon _{12}\mathbf {K} _{22}+\varepsilon _{22}\mathbf {K} _{12})+2q(\varepsilon _{12}\mathbf {K} _{33}+\varepsilon _{33}\mathbf {K} _{12})\\&+4r\varepsilon _{23}\mathbf {K} _{23}+4s\varepsilon _{13}\mathbf {K} _{13}+4t\varepsilon _{12}\mathbf {K} _{12}\\&+4u(\varepsilon _{13}\mathbf {K} _{23}+\varepsilon _{23}\mathbf {K} _{13})\end{aligned}}}
oder in Voigt-Notation im ê1,2,3-System
{\displaystyle {\begin{bmatrix}\sigma _{11}\\\sigma _{22}\\\sigma _{33}\\\sigma _{23}\\\sigma _{13}\\\sigma _{12}\end{bmatrix}}={\begin{bmatrix}a\varepsilon _{11}+d\varepsilon _{22}+e\varepsilon _{33}+2g\varepsilon _{12}\\b\varepsilon _{22}+d\varepsilon _{11}+f\varepsilon _{33}+2h\varepsilon _{12}\\e\varepsilon _{11}+f\varepsilon _{22}+c\varepsilon _{33}+2q\varepsilon _{12}\\2(r\varepsilon _{23}+u\varepsilon _{13})\\2(u\varepsilon _{23}+s\varepsilon _{13})\\g\varepsilon _{11}+h\varepsilon _{22}+q\varepsilon _{33}+2t\varepsilon _{12}\end{bmatrix}}={\begin{bmatrix}a&d&e&0&0&g\\d&b&f&0&0&h\\e&f&c&0&0&q\\0&0&0&r&u&0\\0&0&0&u&s&0\\g&h&q&0&0&t\end{bmatrix}}{\begin{bmatrix}\varepsilon _{11}\\\varepsilon _{22}\\\varepsilon _{33}\\2\varepsilon _{23}\\2\varepsilon _{13}\\2\varepsilon _{12}\end{bmatrix}}}
Die Parameter lassen sich den Einträgen in der #Steifigkeitsmatrix direkt zuordnen. Ableitung der Spannungen nach den Dehnungen liefert den konstanten und symmetrischen Elastizitätstensor 4. Stufe:
{\displaystyle {\begin{aligned}\mathbb {C} :={\frac {\mathrm {d} {\boldsymbol {\sigma }}}{\mathrm {d} {\boldsymbol {\varepsilon }}}}=&a\mathbf {K} _{11}\otimes \mathbf {K} _{11}+b\mathbf {K} _{22}\otimes \mathbf {K} _{22}+c\mathbf {K} _{33}\otimes \mathbf {K} _{33}\\&+d(\mathbf {K} _{11}\otimes \mathbf {K} _{22}+\mathbf {K} _{22}\otimes \mathbf {K} _{11})+e(\mathbf {K} _{11}\otimes \mathbf {K} _{33}+\mathbf {K} _{33}\otimes \mathbf {K} _{11})\\&+f(\mathbf {K} _{22}\otimes \mathbf {K} _{33}+\mathbf {K} _{33}\otimes \mathbf {K} _{22})+2g(\mathbf {K} _{11}\otimes \mathbf {K} _{12}+\mathbf {K} _{12}\otimes \mathbf {K} _{11})\\&+2h(\mathbf {K} _{12}\otimes \mathbf {K} _{22}+\mathbf {K} _{22}\otimes \mathbf {K} _{12})+2q(\mathbf {K} _{12}\otimes \mathbf {K} _{33}+\mathbf {K} _{33}\otimes \mathbf {K} _{12})\\&+4r\mathbf {K} _{23}\otimes \mathbf {K} _{23}+4s\mathbf {K} _{13}\otimes \mathbf {K} _{13}+4t\mathbf {K} _{12}\otimes \mathbf {K} _{12}\\&+4u(\mathbf {K} _{13}\otimes \mathbf {K} _{23}+\mathbf {K} _{23}\otimes \mathbf {K} _{13})\end{aligned}}}
Die Voigt-Notation der Tensoren Kij mit i≠j besitzen den Eintrag ½ an einer Stelle und sonst nur nullen. Mit den Definitionen Vi=Kii für i=1,2,3 und V4=2K23, V5=2K13 sowie V6=2K12, deren Koeffizienten nur Nullen und Einsen sind, entsteht eine Darstellung des Elastizitätstensors, an der seine Voigt-Notation direkt ablesbar ist:
{\displaystyle {\begin{aligned}\mathbb {C} =&(&a\mathbf {V} _{1}&+d\mathbf {V} _{2}&+e\mathbf {V} _{3}&&&+g\mathbf {V} _{6}&)\otimes \mathbf {V} _{1}\\&+(&d\mathbf {V} _{1}&+b\mathbf {V} _{2}&+f\mathbf {V} _{3}&&&+h\mathbf {V} _{6}&)\otimes \mathbf {V} _{2}\\&+(&e\mathbf {V} _{1}&+f\mathbf {V} _{2}&+c\mathbf {V} _{3}&&&+q\mathbf {V} _{6}&)\otimes \mathbf {V} _{3}\\&+(&&&&r\mathbf {V} _{4}&+u\mathbf {V} _{5}&&)\otimes \mathbf {V} _{4}\\&+(&&&&u\mathbf {V} _{4}&+s\mathbf {V} _{5}&&)\otimes \mathbf {V} _{5}\\&+(&g\mathbf {V} _{1}&+h\mathbf {V} _{2}&+q\mathbf {V} _{3}&&&+t\mathbf {V} _{6}&)\otimes \mathbf {V} _{6}\end{aligned}}}

### Gründe für die Besetztheit der Steifigkeitsmatrix
In diesem Abschnitt wird die Frage geklärt, warum die Steifigkeitsmatrix nur an den gegebenen Stellen besetzt ist. In der Steifigkeitsmatrix können 21 unabhängige Materialkonstanten auftreten; im Fall der monoklinen Anisotropie sind es 13. Warum das so ist, wird nachfolgend dargestellt.
Das maßgebliche Element der #Symmetriegruppe ist die 180-Grad-Drehung um die 3-Achse. Der entsprechende orthogonale Tensor kann im 123-System mit einer Drehmatrix
{\displaystyle \mathbf {Q} ={\begin{pmatrix}-1\\&-1\\&&1\end{pmatrix}}}
identifiziert werden. Dann ist bei monokliner Anisotropie
{\displaystyle w({\boldsymbol {\varepsilon }})=w(\mathbf {Q} \cdot {\boldsymbol {\varepsilon }}\cdot \mathbf {Q} ^{\top })}
Wegen
{\displaystyle {\boldsymbol {\varepsilon }}':=\mathbf {Q} \cdot {\boldsymbol {\varepsilon }}\cdot \mathbf {Q} ^{\top }={\begin{pmatrix}-1&0&0\\0&-1&0\\0&0&1\end{pmatrix}}{\begin{pmatrix}\varepsilon _{11}&\varepsilon _{12}&\varepsilon _{13}\\\varepsilon _{12}&\varepsilon _{22}&\varepsilon _{23}\\\varepsilon _{13}&\varepsilon _{23}&\varepsilon _{33}\end{pmatrix}}{\begin{pmatrix}-1&0&0\\0&-1&0\\0&0&1\end{pmatrix}}={\begin{pmatrix}\varepsilon _{11}&\varepsilon _{12}&-\varepsilon _{13}\\\varepsilon _{12}&\varepsilon _{22}&-\varepsilon _{23}\\-\varepsilon _{13}&-\varepsilon _{23}&\varepsilon _{33}\end{pmatrix}}}
sind die Voigt-Notationen der Verzerrungstensoren
{\displaystyle [{\boldsymbol {\varepsilon }}]={\begin{bmatrix}\varepsilon _{11}\\\varepsilon _{22}\\\varepsilon _{33}\\2\varepsilon _{23}\\2\varepsilon _{13}\\2\varepsilon _{12}\end{bmatrix}},\quad [{\boldsymbol {\varepsilon }}']={\begin{bmatrix}\varepsilon _{11}\\\varepsilon _{22}\\\varepsilon _{33}\\-2\varepsilon _{23}\\-2\varepsilon _{13}\\2\varepsilon _{12}\end{bmatrix}}}
Obige Bedingung an die Formänderungsenergie lautet mit diesen Vektoren und der Steifigkeitsmatrix C
{\displaystyle w({\boldsymbol {\varepsilon }})={\frac {1}{2}}[{\boldsymbol {\varepsilon }}]^{\top }C[{\boldsymbol {\varepsilon }}]=w({\boldsymbol {\varepsilon }}')={\frac {1}{2}}[{\boldsymbol {\varepsilon }}']^{\top }C[{\boldsymbol {\varepsilon }}']={\frac {1}{2}}[{\boldsymbol {\varepsilon }}]^{\top }C'[{\boldsymbol {\varepsilon }}]\quad \rightarrow \quad C'=C}
wo die negativen Einträge in ε' auf die Steifigkeitsmatrix C' übertragen wurden:
{\displaystyle C={\begin{bmatrix}C_{11}&C_{12}&C_{13}&C_{14}&C_{15}&C_{16}\\C_{12}&C_{22}&C_{23}&C_{24}&C_{25}&C_{26}\\C_{13}&C_{23}&C_{33}&C_{34}&C_{35}&C_{36}\\C_{14}&C_{24}&C_{34}&C_{44}&C_{45}&C_{46}\\C_{15}&C_{25}&C_{35}&C_{45}&C_{55}&C_{56}\\C_{16}&C_{26}&C_{36}&C_{46}&C_{56}&C_{66}\end{bmatrix}}}
und
{\displaystyle C'={\begin{bmatrix}C_{11}&C_{12}&C_{13}&-C_{14}&-C_{15}&C_{16}\\C_{12}&C_{22}&C_{23}&-C_{24}&-C_{25}&C_{26}\\C_{13}&C_{23}&C_{33}&-C_{34}&-C_{35}&C_{36}\\-C_{14}&-C_{24}&-C_{34}&C_{44}&C_{45}&-C_{46}\\-C_{15}&-C_{25}&-C_{35}&C_{45}&C_{55}&-C_{56}\\C_{16}&C_{26}&C_{36}&-C_{46}&-C_{56}&C_{66}\end{bmatrix}}}
C=C' ist komponentenweise zu erfüllen und erzwingt {\displaystyle C_{14}=C_{15}=C_{24}=C_{25}=C_{34}=C_{35}=C_{46}=C_{56}=0} mit der Konsequenz
{\displaystyle C=C'={\begin{bmatrix}C_{11}&C_{12}&C_{13}&0&0&C_{16}\\C_{12}&C_{22}&C_{23}&0&0&C_{26}\\C_{13}&C_{23}&C_{33}&0&0&C_{36}\\0&0&0&C_{44}&C_{45}&0\\0&0&0&C_{45}&C_{55}&0\\C_{16}&C_{26}&C_{36}&0&0&C_{66}\end{bmatrix}}}
was zu zeigen war.